# Сільваплана
Сільваплана (нім. Silvaplana) — громада  в Швейцарії в кантоні Граубюнден, регіон Малоя.

## Географія
Громада розташована на відстані близько 190 км на схід від Берна, 50 км на південний схід від Кура.
Сільваплана має площу 44,8 км², з яких на 2,1% дозволяється будівництво (житлове та будівництво доріг), 17,9% використовуються в сільськогосподарських цілях, 14,6% зайнято лісами, 65,4% не є продуктивними (річки, льодовики або гори).

## Демографія
2019 року в громаді мешкало 1132 особи (+15,7% порівняно з 2010 роком), іноземців було 34,9%. Густота населення становила 25 осіб/км².
За віковим діапазоном населення розподілялося таким чином: 13,3% — особи молодші 20 років, 61% — особи у віці 20—64 років, 25,7% — особи у віці 65 років та старші. Було 633 помешкань (у середньому 1,8 особи в помешканні).
Із загальної кількості 922 працюючих 13 було зайнятих в первинному секторі, 58 — в обробній промисловості, 851 — в галузі послуг.